# I'll Be There (Bobby Darin)
I'll Be There is een lied geschreven en voor het eerst opgenomen door de Amerikaanse artiest Bobby Darin in 1960.
Het nummer is gecoverd door Elvis Presley, die tevens af en toe concerten van Darin bezocht.